# Crorema ampla
Crorema ampla är en fjärilsart som beskrevs av Walker 1865. Crorema ampla ingår i släktet Crorema och familjen tofsspinnare. Inga underarter finns listade i Catalogue of Life.